# Niccolò Tedeschi
Niccolò Tedeschi, detto Panormitano (Catania, 1386 – Palermo, 24 febbraio 1445), è stato un arcivescovo cattolico e giurista italiano, pseudocardinale creato dall'antipapa Felice V.

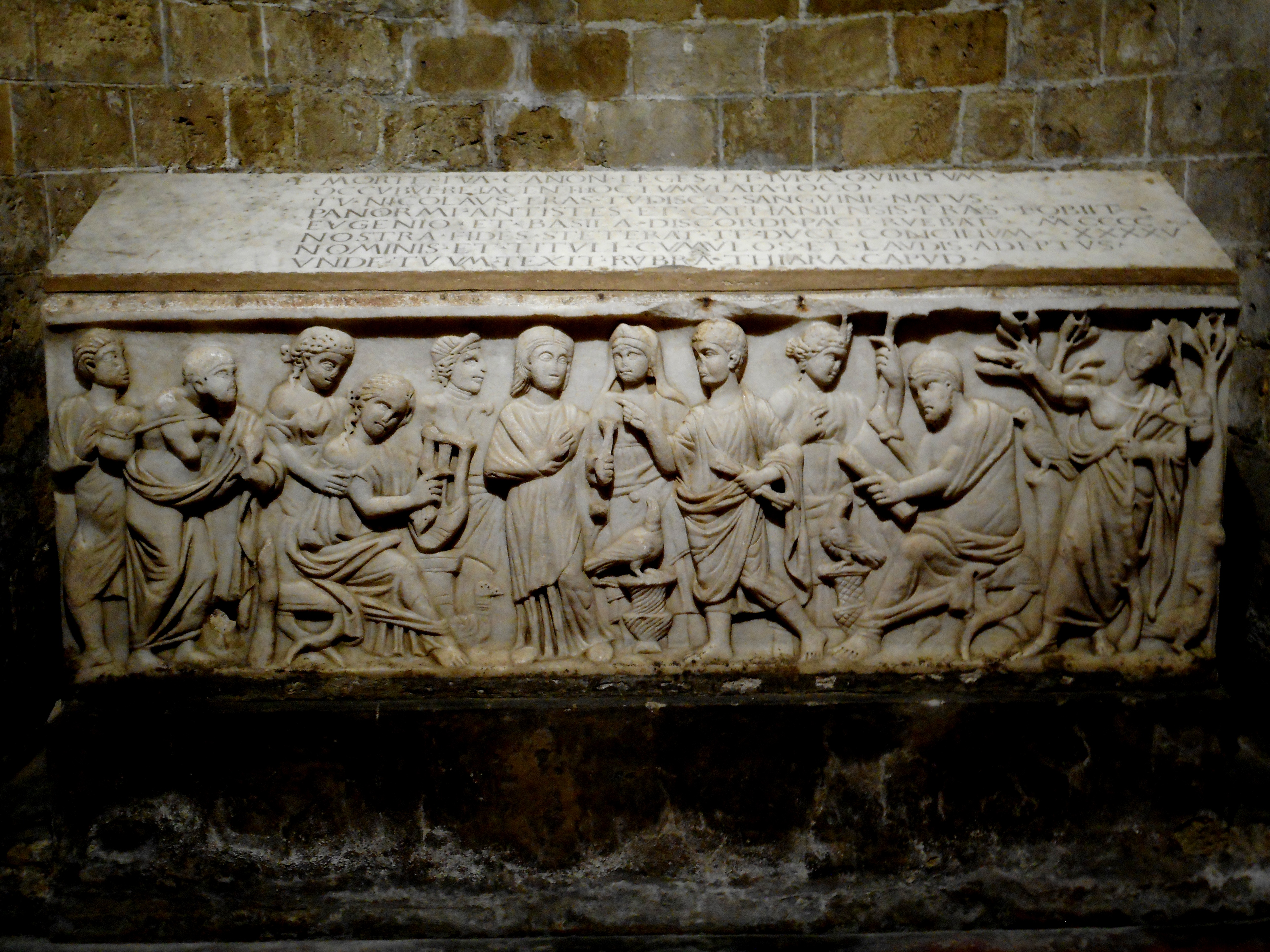
Tomba dell'Arcivescovo Niccolò Tedeschi nella cripta della Cattedrale di Palermo

È anche noto come Niccolò Tedesco o Niccolò de' Tedeschi o Niccolò de' Todeschi o Niccolò Tudisco o Abbas Panormitanus o Abbas Siculus o Abbas Modernus detto Panormitanus.
Viene considerato uno dei più eminenti maestri di diritto canonico del suo tempo e fu soprannominato Lucerna iuris.

## Biografia
La sua famiglia è di origine tedesca. Faceva parte dell'Ordine dei benedettini, dove entrò verso il 1400.
Niccolò Tedeschi studiò diritto all'Università di Bologna, allievo del cardinale Francesco Zabarella, e divenne professore di diritto canonico all'Università di Parma (1412-18), all'Università di Siena (1418-30), all'Università di Bologna (1431-32) e all'Università di Firenze.
Fu nominato canonico a Catania verso il 1415. Partecipò al Concilio di Siena nel 1423 e fu abate dell'Abbazia di S. Maria di Maniace nel 1425 e "auditore" presso la Sacra Rota romana nel 1433.
Fece parte della legazione inviata dal nuovo papa Eugenio IV presso il Concilio di Basilea nel 1433; ivi difese le tesi del Papa per sciogliere il Concilio. Il 4 luglio 1435 fu nominato arcivescovo di Palermo. Fu legato del re Alfonso di Sicilia e sostenne alla Dieta di Francoforte le tesi del Concilio contro Nicola Cusano. Nel suo Tractatus de concilio Basileensi, scritto per l'occasione, sostenne la dottrina della superiorità di un Concilio Generale sul Papa (conciliarismo). L'anno successivo, il Papa regnante Eugenio IV fu dichiarato decaduto e viene eletto l'antipapa Felice V.
L'antipapa Felice V lo creò cardinale nel concistoro del 12 novembre 1440. Il suo titolo cardinalizio non è noto. Felice V gli chiese di compilare le Decretali per l'applicazione dei decreti del Concilio di Costanza e del Concilio di Basilea.
Niccolò de' Tedeschi fu uno dei primi umanisti che in Italia si dedicarono allo studio delle fonti della storia e delle leggi bizantine.

## Opere

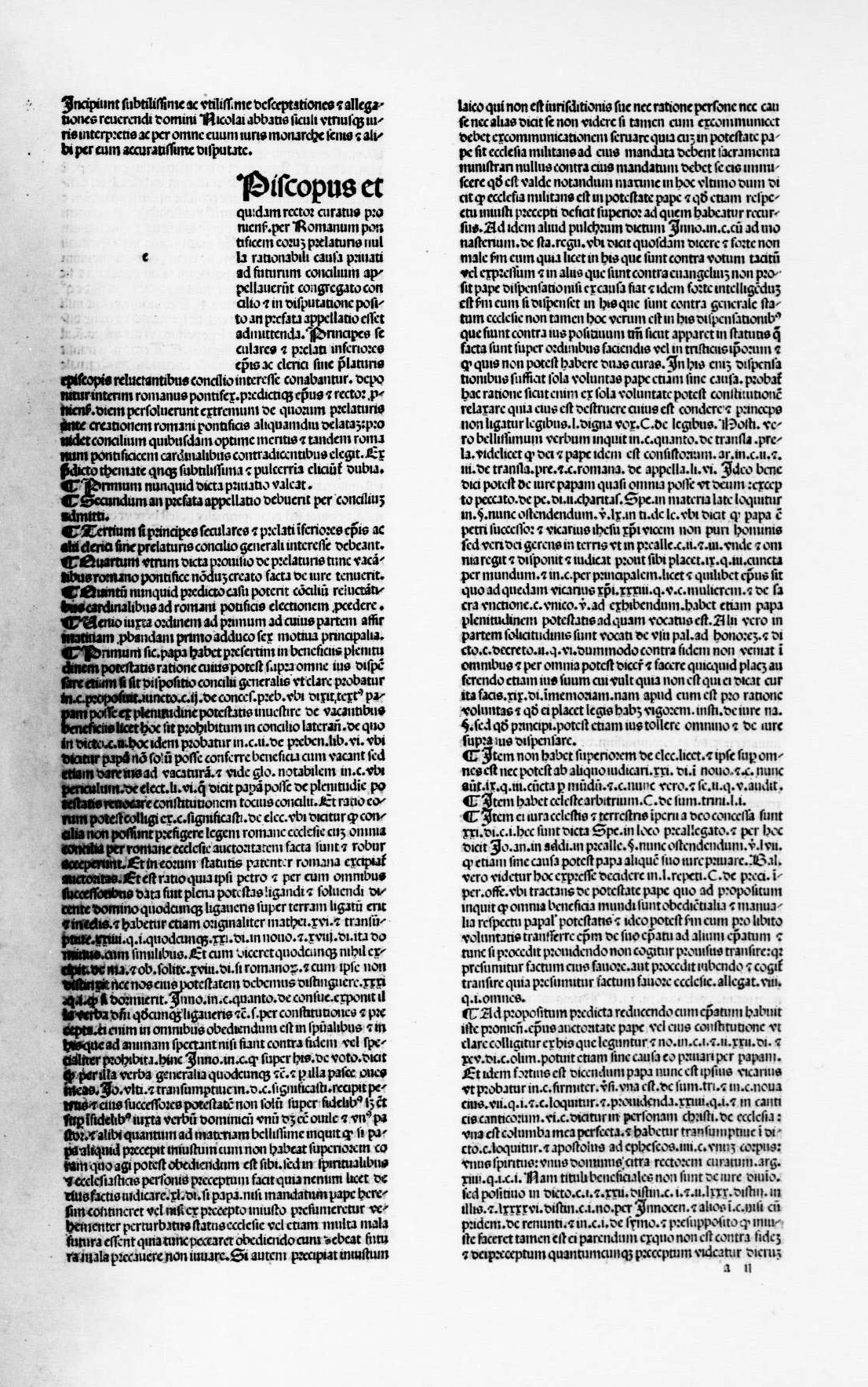
Disceptationes et allegationes, 1487

- (LA) Glossae clementinae, Roma, Johann Gensberg, 1474.
  - Glossae Clementinae, Johann Koelhoff d. Ä., Köln 1477
- Disceptationes et allegationes, Johann Koelhoff d. Ä., Köln 1477
  - (LA) Disceptationes et allegationes, Venezia, Giovanni de' Gregori & Gregorio de' Gregori, 1487.
- (LA) Super primo Decretalium, Venezia, Nicolas Jenson, 1477.
  - (LA) Super primo Decretalium, Venezia, Francesco Girardengo, 1484.
  - 1. Decretalium 1. P. 1, 1488.
  - 2. Decretalium 1. P. 2, 1488.
  - 6. Decretalium 3, 1488.
- Lectura super tertio libro Decretalium, Venezia, Johann von Köln und Johann Manthen, 1478.
- Lectura super V libris Decretalium, Anton Koberger, Nürnberg.
  - 1 (1485).
  - 2 (1486).
  - 3 (1486).
  - 4 (1486).
  - Lectura super V libris Decretalium, Johann Amerbach, Basel 1487.
- Opera, Venezia, 1591, vol.4.

### Manoscritti
- Lectura super IV libro Decretalium, XV secolo, Parma, Biblioteca Palatina, Fondo Parmense, Ms. Parm. 1224.